# Niszczyciele projektu 7
Niszczyciele projektu 7 – radzieckie niszczyciele z okresu II wojny światowej. Od pierwszej jednostki serii znane także jako typ Gniewnyj. Zmodernizowana wersja okrętów nosiła oznaczenie projekt 7U znany także jako typ Soobrazitelnyj. Łącznie zbudowano 48 okrętów wszystkich wersji. Podczas II wojny światowej ZSRR utracił 10 okrętów tego typu. W 1955 4 jednostki tego typu zostały przekazane Marynarce Wojennej Chińskiej Armii Ludowo-Wyzwoleńczej.

## Historia
W 1932 w ZSRR opracowano wstępne założenia jakie miał spełniać nowy typ okrętów. Nowe jednostki pod względem prędkości i uzbrojenia miały dorównywać budowanym wtedy najnowszym typom niszczycieli na świecie. Brak wystarczającego doświadczenia w budowie tego typu okrętów zmusił stronę radziecką o zwrócenie się o pomoc do Włoch. Na podstawie przedstawionych przez ZSRR ogólnych parametrów Włosi przekazali stronie radzieckiej projekt konstrukcyjny okrętów bazujący na włoskich niszczycielach typu Maestrale. Po wprowadzeniu drobnych zmian konstrukcyjnych projekt nowych niszczycieli został zatwierdzony do produkcji 21 grudnia 1934.
Obok budowy okrętów podwodnych projekt nowych niszczycieli uzyskał w programie wojennego budownictwa okrętowego na lata 1933 – 1938 najwyższy priorytet. Łącznie w 6 stoczniach planowano budowę 53 okrętów tego typu. Stępki pod dwie pierwsze jednostki zostały położone w listopadzie 1934. Okręty budowane w stoczniach dalekowschodnich miały być montowane z dostarczanych przez inne stocznie sekcji, które miały być dostarczone transportem kolejowym.
W 1937 jeden z brytyjskich niszczycieli typu H wszedł na minę u wybrzeży Hiszpanii. Ciężko uszkodzony i wyeliminowany z akcji niszczyciel miał podobny do niszczycieli projektu 7 układ liniowy siłowni. Wypadek ten skłonił radzieckich konstruktorów do zmian w układzie rozmieszczenia przedziałów siłowni, na układ naprzemienny (eszelonowy), mniej podatny na uszkodzenia. Nowe okręty otrzymały oznaczenie projekt 7U. W takim wariancie zostało ukończonych 18 okrętów. Pozostałe najmniej zaawansowane w budowie jednostki pocięto na złom.
W 1955 cztery jednostki zostały przekazane do Chin gdzie były poddawane licznym modernizacjom. Ostatnia jednostka tego typu „Anshan” została wycofana ze służby w 1992 i znajduje się obecnie jako okręt-muzeum w porcie Qingdao.